# Уэно Цурухимэ
Уэно Цурухимэ (яп. 上野鶴姫) — японская женщина-воин (онна-бугэйся) конца периода Сэнгоку. Она была дочерью Мимуры Иэтики и женой Уэно Таканори, последнего лидера клана Уэно. В 1577 году она повела 34 женщины в самоубийственную атаку против армии клана Мори в замке Цунэяма.

## Осада замка Цунэяма
В 1575 году армия рода Мори напала на замок Биттю Мацуяма, после полугода противостояния клан Мимура проиграл, Мимура Мототика, брат Уэно Цурухимэ, был вынужден покончить с собой.
После этой победы армия Мори подошла к горе Цунэяма и окружила одноимённый замок. Супруги Уэно Таканори и Уэно Цурухимэ отчаянно сражались против превосходящей армии, но потеряли все дополнительные укрепления замка, а количество оборонявших его солдат постепенно уменьшалось. Падение замка становилось неизбежным.
Уэно Цурухимэ и её муж были полны решимости умереть, и она решила организовать вылазку из замка, чтобы погибнуть в бою. Она спустилась во двор замка и созывала других женщин присоединяться к ней, те делали это очень неохотно, опасаясь наказания в загробной жизни. Цурухимэ заверила их, что они не должны бояться смерти, потому что гибель на поле боя приведёт их к Западному раю Амиты Будды в Чистой Земле. В этот момент ворота замка открылись, и Цурухимэ повела самоубийственную атаку в гущу врагов в сопровождении 34 других женщин, которых она сумела вдохновить. Первой реакцией воинов Мори было удивление и неверие в происходящее. Уэно Цурухимэ двинулась против огромной армии и после долгого сопротивления сумела пробиться к главному лагерю противника.
Уэно Цурухимэ заметила Номи Мунэкацу, командующего армией Мори, и попыталась вызвать его на поединок, но тот ответил, что не сможет сражаться с женщиной, и вежливо отклонил этот вызов, сказав, что она женщина чести. Победа Мори была уже предрешена, Уэно Цурухимэ вернулась в замок и покончила с собой вместе с 34 женщинами, совершив тем самым последний акт чести самурая. Уэно Таканори также совершил самоубийство, и таким образом в 1577 году история клана Уэно в провинции Бидзэн закончилась.